# Stazione di Gaifana
Stazione di Gaifana vasútállomás Olaszországban, Gualdo Tadino településen.

## Vasútvonalak
Az állomást az alábbi vasútvonalak érintik:
- Ancona–Orte -vasútvonal

## Kapcsolódó állomások
A vasútállomáshoz az alábbi állomások vannak a legközelebb:
- Stazione di Gualdo Tadino